# David Warner

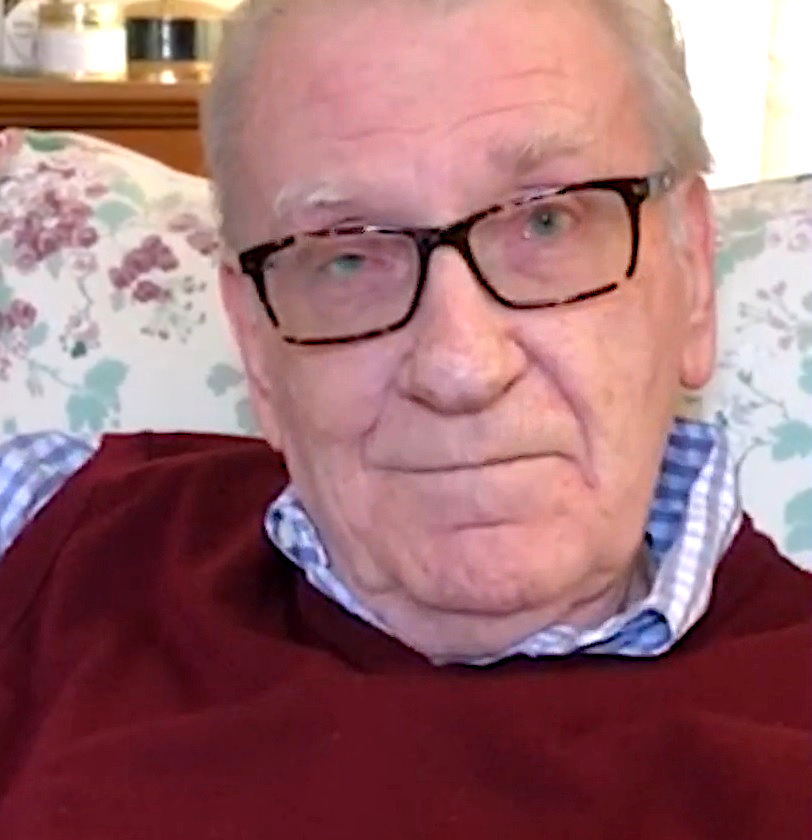
David Warner (2019)

David Hattersley Warner, född 29 juli 1941 i Manchester, död 24 juli 2022 i Northwood i Hillingdon i London, var en brittisk skådespelare. Warner är känd för filmer som Morgan – hur galen som helst, A Midsummer Night's Dream, Tom Jones, Balladen om Cable Hogue, Järnkorset, Omen, Förintelsen, De 39 stegen, Tidsjakten, Portrait in Evil, Time Bandits, Tron, Titanic samt olika roller i Star Trek. Warner har även spelat Bob Cratchit i Clive Donners En julsaga 1984.

## Biografi
Warners föräldrar var inte gifta och han uppfostrades till största delen av sin pappa och styvmor. Han studerade skådespeleri vid Royal Academy of Dramatic Art i London och gjorde sin professionella scendebut som Snout i Shakespeares En midsommarnattsdröm på Royal Court Theatre 1962. 1963 gick han med i Royal Shakespeare Company i Stratford-upon-Avon. Samma år gjorde Warner sin filmdebut i Tom Jones! och 1965 spelade han Henry VI i en BBC-serie. 
En av David Warners tidiga uppmärksammade huvudroller på film var i Morgan - hur galen som helst (1966). Han har alltsedan dess kommit att bli förknippad med udda rollfigurer. En av Warners kända roller från 1970-talet är som fotografen i Omen (1976). Warner har ofta spelat skurkaktiga roller, bland annat spelade han rollen som Reinhard Heydrich i tv-serien Förintelsen (1978).  
Andra kända filmer Warner medverkat i är Straw Dogs (1971), Time Bandits (1981), Dr. Hfuhruhurrs dilemma (1982), En julsaga (1984), Star Trek V: Den yttersta gränsen (1989), Beastmaster 3 - The eye of Braxus (1995) och Titanic (1997). På senare år har han bland annat spelat Lord Mountbatten i en TV-film om Barbara Cartland, samt Povel Wallander, far till Kurt Wallander i avsnittet Sidetracked av den engelska Wallander-serien.
År 1981 tilldelades David Warner en Emmy Award för sin roll i miniserien Masada. Han medverkade också som röstskådespelare i radioteater och datorspel.
Warner avled i sviterna av cancer.

## Filmografi i urval
- 1963 – Tom Jones
- 1966 – Morgan - hur galen som helst
- 1968 – A Midsummer Night's Dream
- 1968 – The Bofors Gun
- 1970 – Balladen om Cable Hogue
- 1971 – Straw Dogs
- 1973 – Ett dockhem
- 1975 – The Old Curiosity Shop
- 1976 – Omen
- 1977 – Järnkorset
- 1978 – Förintelsen (TV-serie)
- 1979 – S.O.S. Titanic
- 1979 – Tidsjakten
- 1979 – Airport 80 - Concorde
- 1981 – Den franske löjtnantens kvinna
- 1981 – Time Bandits
- 1982 – Marco Polo (TV-serie)
- 1982 – Tron
- 1983 – Dr. Hfuhruhurrs dilemma
- 1983 – Remington Steele (TV-serie) (2 avsnitt)
- 1984 – En julsaga
- 1985 – Hitlers SS – Förintelsens bödlar
- 1988 – Hannas krig
- 1989 – Star Trek V: Den yttersta gränsen
- 1991 – Star Trek VI – The Undiscovered Country
- 1991 – Teenage Mutant Hero Turtles II - Kampen om Ooze
- 1991 – Twin Peaks (TV-serie) (3 avsnitt)
- 1992–1995 – Batman: The Animated Series (TV-serie) (röstroll, 5 avsnitt)
- 1992 – Röster från andra sidan graven (TV-serie) (1 avsnitt)
- 1992 – Star Trek: The Next Generation (TV-serie) (2 avsnitt)
- 1992 – The Lost World
- 1993 – Dinosaurier (TV-serie) (röstroll, 1 avsnitt)
- 1993 – Mord och inga visor (TV-serie) (1 avsnitt)
- 1994 – Babylon 5 (TV-serie) (1 avsnitt)
- 1994 – Lois & Clark (TV-serie) (1 avsnitt)
- 1995 – Biker Mice from Mars (TV-serie) (röstroll, 1 avsnitt)
- 1995–1997 – Freakazoid (TV-serie) (röstroll, 10 avsnitt)
- 1995 – Gargoyles (TV-serie) (röstroll, 4 avsnitt)
- 1995–1997 – Spider-Man (TV-serie) (röstroll, 12 avsnitt)
- 1996 – Naked Souls
- 1997 – Money Talks
- 1997 – Nalle Puh och jakten på Christoffer Robin (röstroll)
- 1997 – Scream 2
- 1997 – Titanic
- 1999 – Nalle Puh – En hjärtlig dag (röstroll, berättare)
- 1999 – Stålmannen (TV-serie) (röstroll, 1 avsnitt)
- 2000 – Buzz Lightyear, rymdjägare (TV-serie) (röstroll, 2 avsnitt)
- 2001 – Apornas planet
- 2001 – Hornblowers äventyr (TV-serie) (2 avsnitt)
- 2002 – Den lilla enhörningen
- 2004 – Agatha Christies Marple (TV-serie) (1 avsnitt)
- 2004 – Lavendelflickorna
- 2004 – Straight Into Darkness
- 2006 – Romerska rikets uppgång och fall (TV-serie) (1 avsnitt)
- 2008–2015 – Wallander (TV-serie) (TV-serie) (5 avsnitt)
- 2012 – Morden i Midsomer (TV-serie) (1 avsnitt)
- 2013 – Doctor Who (TV-serie) (1 avsnitt)
- 2014 – Penny Dreadful (TV-serie) (2 avsnitt)
- 2015–2016 – Gumballs fantastiska värld (TV-serie) (röstroll, 5 avsnitt)
- 2018 – Mary Poppins Returns